# Валлиш, Ян
Ян Валлиш (чеш. Jan Wallisch; род. 16 января 1948, Тршебонь) — чехословацкий гребец, выступавший за сборную Чехословакии по академической гребле в конце 1960-х годов. Победитель и призёр первенств национального значения, участник летних Олимпийских игр в Мехико.

## Биография
Ян Валлиш родился 16 января 1948 года в городе Тршебонь, Чехословакия.
Наиболее значимый результат в академической гребле на международном уровне показал в сезоне 1968 года, когда вошёл в состав чехословацкой национальной сборной и благодаря череде удачных выступлений удостоился права защищать честь страны на летних Олимпийских играх в Мехико. В составе экипажа-восьмёрки, куда также вошли гребцы Владимир Янош, Карел Колеса, Олдржих Свояновский, Павел Свояновский, Зденек Куба, Отакар Маречек, Петр Чермак и рулевой Иржи Птак, благополучно преодолел предварительный квалификационный этап и в решающем финальном заезде финишировал пятым.
После Олимпиады в Мехико Валлиш больше не показывал сколько-нибудь значимых результатов в академической гребле на международной арене.